# Condado de Howard (Nebraska)
O Condado de Howard é um dos 93 condados do estado norte-americano de Nebraska. A sede do condado é St. Paul, que é também a sua maior cidade. O condado tem uma área de 1492 km² (dos quais 16 km² estão cobertos por água), uma população de 6567 habitantes, e uma densidade populacional de 4 hab/km² (segundo o censo nacional de 2000). Foi fundado em 1871 e recebeu o seu nome em homenagem a Oliver Otis Howard (1830-1909), que foi oficial do Exército dos Estados Unidos, tendo sido general no Exército da União na Guerra Civil Americana, e que posteriormente ajudou à fundação da Universidade Howard em Washington, DC.